# 八太郎大橋
八太郎大橋（はったろうおおはし）は、青森県八戸市に架かる橋である。
八戸港と馬淵川河口に位置し、1976年（昭和51年）に開通した。橋梁の長さは421.4m。連続箱桁形式の橋梁で、八戸港の沿岸部の港湾道路を繋いでいる。

## 概要
八太郎大橋は、八戸の臨港地域を南北に繋ぐ橋の一つで、南側には八戸大橋が架かる。路線名は（臨）白銀北沼線である。
1963年（昭和38年）の新産業都市指定を契機に、沿岸部を南北に結ぶ港湾道路整備計画の一つとして、八太郎大橋が計画された。
この橋梁は八戸市北部の河原木地区と、デルタ地帯である豊洲に架かり、臨海地区の円滑な物流や近隣町村への移動時間短縮に大きく影響している。
近隣は工業地帯に面しており、河原木地区側には飼料工場が集積している。また、八戸フェリー埠頭や工業専用岸壁などの港湾施設が集中している。
- 事業費:46億円
- 施行年度:1973年（昭和48年）から1980年（昭和55年）
- 延長:421.4m
- 全幅21.5m
- 車線数:4車線

- 施工:IHI・東骨
- 鋼重:613t

## 歴史
- 1973年（昭和48年） 着工
- 1976年（昭和51年） 一部供用開始
- 1980年（昭和55年） 全面供用開始